# Districtul Mulanje
Mulanje este un district  în   statul Malawi. Reședința sa este orașul Mulanje.